# Giải văn hóa Anders Jahre

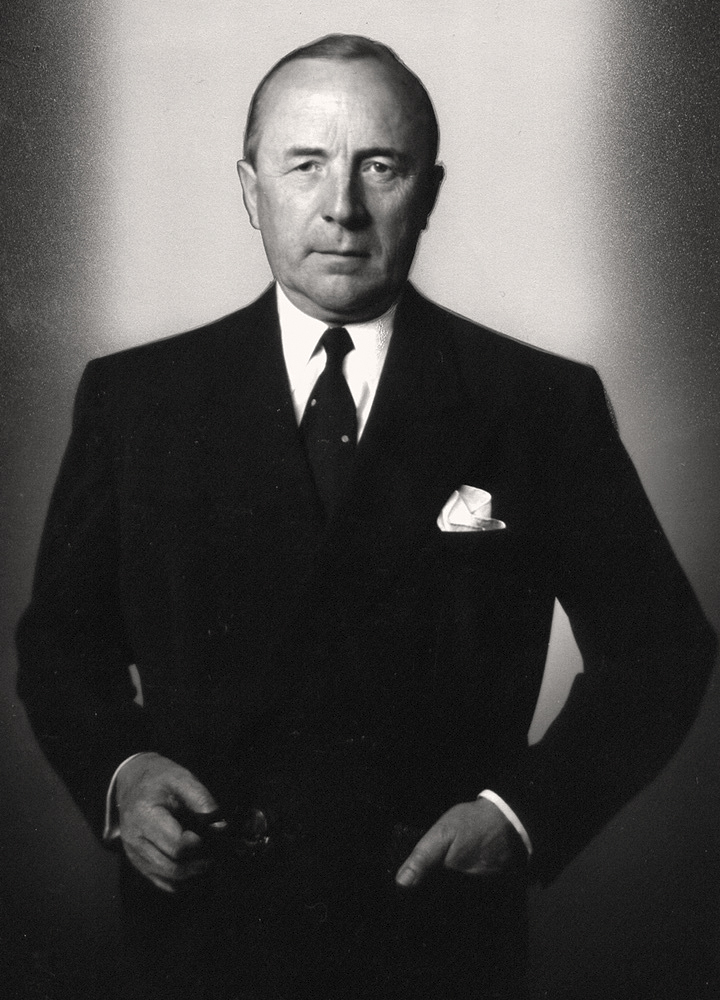
Anders Jahre, chủ hãng tàu thủy và nhà bác ái

Giải văn hóa Anders Jahre (tiếng Na Uy: Anders Jahres kulturpris) là một giải thưởng của "Quỹ Nhân đạo Anders Jahre" (Anders Jahres Humanitære Stiftelse) dành cho những người có cống hiến xuất sắc trong lãnh vực văn hóa Na Uy.
Giải được trao hàng năm, bắt đầu từ năm 1990, theo bình chọn của một tiểu ban giám khảo do Quỹ đề cử.
Hàng năm có một hoặc 2 người được trao giải. Giải thưởng gồm một tượng nhỏ do nhà điêu khắc Nils Aas làm, một bằng khen, và một khoản tiền 500.000 krone Na Uy cho mỗi người.
Song song với "Giải văn hóa Anders Jahre", từ năm 1996, "Quỹ nhân đạo Anders Jahre" cũng trao một giải cho các nghệ sĩ trẻ tài năng. Khoản tiền thưởng cho nghệ sĩ trẻ là 100.000 krone Na Uy. 
Các giải thưởng này nhằm tưởng niệm Anders Jahre, chủ hãng tàu thủy lớn của Na Uy.

## Những người đoạt giải
| Năm  | Người đoạt giải văn hóa                                                 | Người đoạt giải nghệ sĩ trẻ                      |
| ---- | ----------------------------------------------------------------------- | ------------------------------------------------ |
| 1990 | Asbjørn Aarnes, cho công trình ngiên cứu và phổ biến văn hóa            |                                                  |
|      | Nils Aas, nhà điêu khắc                                                 |                                                  |
| 1991 | Mariss Jansons, nhạc trưởng                                             |                                                  |
| 1992 | Benny Motzfeldt, họa sĩ                                                 |                                                  |
|      | Halldis Moren Vesaas, thi sĩ                                            |                                                  |
| 1993 | Robert Levin, nhạc sĩ đàn dương cầm                                     |                                                  |
|      | Stein Mehren, thi sĩ                                                    |                                                  |
| 1994 | Jakob Weidemann, họa sĩ                                                 |                                                  |
| 1995 | Jan Garbarek, nhạc sĩ kèn saxophone                                     |                                                  |
|      | Ingrid Bjoner, ca sĩ                                                    |                                                  |
| 1996 | Liv Ullmann, diễn viên kịch và phim                                     | Gjertrud Jynge, diễn viên                        |
| 1997 | Gordon Hølmebakk, nhà phổ biến văn hóa                                  | Cathrine Grøndahl, nhà văn                       |
|      | Arne Nordheim, nhà soạn nhạc                                            | Gisle Kverndokk, nhà soạn nhạc                   |
| 1998 | Bentein Baardson, nghệ sĩ sân khấu                                      | Herborg Kråkevik, nghệ sĩ                        |
|      | Bergljot Hobæk Haff, nhà văn                                            | Nikolaj Frobenius, nhà văn                       |
| 1999 | Leif Ove Andsnes, nhạc sĩ đàn dương cầm                                 |                                                  |
|      | Truls Mørk, nhạc sĩ đàn cello                                           |                                                  |
|      | Solveig Kringlebotn, ca sĩ giọng soprano                                |                                                  |
| 2000 | Liv Dommersnes, diễn viên                                               | Andrea Bræin Hovig, diễn viên                    |
|      | Frans Widerberg, họa sĩ                                                 | Per Enoksson, họa sĩ                             |
| 2001 | Knut Skram, ca sĩ                                                       | Kari Postma Sundan, ca sĩ                        |
|      | Knut Ødegård, nhà văn                                                   | Steinar Opstad, thi sĩ                           |
| 2002 | Tone Vigeland, nghệ sĩ                                                  | Synnøve Øyen, nghệ sĩ                            |
|      | Jan Groth, họa sĩ                                                       | Tomas Ramberg, họa sĩ                            |
| 2003 | Sverre Fehn, kiến trúc sư                                               |                                                  |
|      | Kjetil Trædal Thorsen, kiến trúc sư                                     |                                                  |
| 2004 | Ingvar Ambjørnsen, nhà văn                                              | Bjarte Breiteig, nhà văn                         |
|      | Geir Kjetsaa, nhà phổ biến văn hóa Nga                                  | Alexander Rybak, nhạc sĩ vĩ cầm                  |
| 2005 | Jens Johannessen, họa sĩ                                                | Sverre Koren Bjertnæs, họa sĩ                    |
|      | Håkon Bleken, họa sĩ                                                    | Christoffer Fjeldstad, họa sĩ                    |
| 2006 | Jon Fosse, nhà soạn kịch                                                |                                                  |
|      | Svein Sturla Hungnes, diễn viên                                         |                                                  |
|      | Toralv Maurstad, diễn viên                                              |                                                  |
| 2007 | Arve Tellefsen, nhạc sĩ vĩ cầm                                          |                                                  |
|      | Karin Krog, ca sĩ nhạc jazz                                             | Trondheimsolistene, nhạc sĩ dàn nhạc thính phòng |
| 2008 | Peter Opsvik, nhà thiết kế                                              | Daniel Rybakken, nhà thiết kế                    |
|      | Ulla-Mari Brantenberg, họa sĩ vẽ trên kính                              | Tuva Gonsholt, họa sĩ vẽ trên kính               |
| 2009 | Mari Boine, nhạc sĩ                                                     |                                                  |
|      | Espen Giljane, vũ công                                                  |                                                  |
| 2010 | Soon-Mi Chung, nhạc sĩ đàn viola và Stephan Barratt-Due, nhạc sĩ vĩ cầm | dàn nhạc trẻ Barratt Dues                        |
|      | Tom Sandberg, nhiếp ảnh gia                                             | Unn Fahlstrøm, nhiếp ảnh gia                     |
| 2011 | Bård Breivik, nhà điêu khắc                                             | Kristine Roald Sandøy, nhà điêu khắc             |
|      | Kristian Blystad, nhà điêu khắc                                         | Signe Løvland Solberg, nhà điêu khắc             |
| 2012 | Jan Erik Vold, nhà văn                                                  | Kaja Schjerven Mollerin, nhà văn                 |
|      | Kari và Kjell Risvik, dịch giả                                          | Cristina Gómez Baggethun, dịch giả               |
| 2013 | Lise Fjeldstad, diễn viên                                               |                                                  |
|      | Stefan Herheim, đạo diễn opera                                          |                                                  |